# Хановер (Пенсилванија)
Хановер (енгл. Hanover) град је у америчкој савезној држави Пенсилванија.

## Демографија
По попису из 2010. године број становника је 15.289, што је 754 (5,2%) становника више него 2000. године.
| Група             | 2000.          | 2010.          |
| Белци             | 13.912 (95,7%) | 13.631 (89,2%) |
| Афроамериканци    | 75 (0,5%)      | 180 (1,2%)     |
| Азијати           | 127 (0,9%)     | 156 (1,0%)     |
| Хиспаноамериканци | 298 (2,1%)     | 1.121 (7,3%)   |
| Укупно            | 14.535         | 15.289         |